# ديفيد بست (سياسي)
ديفيد ألكسندر بست (21 نوفمبر 1880 في ديري، أيرلندا  - 1 فبراير 1949 ) كان سياسيًا في مانيتوبا بكندا. خدم في الهيئة التشريعية لمانيتوبا من عام 1941 إلى عام 1945 كمحافظ مناهض للتحالف. 
ولد في ديري، وتلقى تعليمه في كلية فويل، وعمل في الخدمة المدنية البريطانية ثم انتقل إلى كندا في عام 1911. عمل كمحاسب وبائع طباعة، وتم انتخابه عمدة على إقليم سانت جيمس في مانيتوبا في عام 1938.  في عام 1907، تزوج من راشيل واترسون. 
تم انتخاب بيست إلى الهيئة التشريعية في مانيتوبا في انتخابات المحافظات لعام 1941.  قبل هذه الانتخابات، دخل حزب المحافظين في مانيتوبا في حكومة ائتلافية بقيادة الحزب التقدمي الليبرالي، وكذلك ضم اتحاد الكومنولث التعاوني والائتمان الاجتماعي.  عارض عدد من المحافظين الانضمام إلى الائتلاف، وخاضوا انتخابات الهيئة التشريعية ضد موقف حزبهم.
كان بست واحدًا من بين ثلاثة محافظين مناهضين للتحالف انتُخبوا في الهيئة التشريعية عام 1941. وهزم شاغل المنصب جيمس أيكن في دائرة أسينيبويا بأغلبية 274 صوتًا، وخدم كعضو معارض في البرلمان الذي تلاه.
في عام 1943، غير حزب المحافظين اسمه إلى حزب المحافظين التقدمي. خاض بيست أفضل انتخابات محلية عام 1945 كمرشح رسمي للحزب، لكنه خسر أمام مرشح اتحاد الكومنولث التعاوني إرنست درافين بفارق 180 صوتًا.
توفي في منزله في وينيبيغ عن عمر يناهز 68 عامًا. 